# قلاب مناقصه
قلاب مناقصه (به انگلیسی: The Tender Hook) فیلمی محصول سال ۲۰۰۸ و به کارگردانی جاناتان اوگیلوی است. در این فیلم بازیگرانی همچون هوگو ویوینگ، رز بیرن، متیو لی نوز، پیا میراندا، لوک کارول، جان بتچلر و تیلور کاپین ایفای نقش کرده‌اند.